# Cyrano de Bergerac (film)
Cyrano de Bergerac är en fransk dramakomedifilm från 1990 i regi av Jean-Paul Rappeneau. Filmen är baserad på Edmond Rostands pjäs med samma namn från 1897. I huvudrollerna ses Gérard Depardieu och Anne Brochet.

## Handling
Cyrano de Bergerac utmanar mer än gärna omgivningen på en duell med sin vassa tunga eller med sitt slipade svärd. Han vet att ingen kan övervinna hans ekvilibristiska färdigheter eller hans förmåga att fäktas. Men på kärlekens stora fältslag vågar han sig inte in, han är alltför rädd att bli sårad av sin kärlek Roxanne.
Cyrano är väldigt självmedveten om sina fysiska tillkortakommanden, eller rättare sagt överskuggande sidor, sin näsa. Han tror helt enkelt inte att en sådan vacker kvinna kan älska en man som ser ut som han gör och därför håller han inne med sin kärlek.
Men Cyrano vet att Roxanne älskar poesi lika mycket som han gör och därför tar han hjälp av den stilige Christian. Han får ta Cyranos plats och framföra de kärleksförklaringar som diktaren själv inte vågar yppa till Roxanne. Strategin fungerar utmärkt och Roxanne blir väldigt förälskad, frågan är bara - i vem?

## Om filmen
Filmen var en samproduktion mellan Frankrike och Ungern. Rostands pjäs hade tidigare filmats fyra gånger, detta var dock den första filmatiseringen i färg. 
Den rankades som nummer 43 i tidningen Empires lista "The 100 Best Films Of World Cinema" 2010. Filmen nominerades och vann flera priser när den kom.
Karaktären Cyrano är baserad på en verklig man med samma namn som levde i Frankrike åren 1619–1655.

## Rollista i urval
- Gérard Depardieu - Cyrano de Bergerac
- Anne Brochet - Roxanne
- Vincent Perez - Christian de Neuvillette
- Jacques Weber - greve Antoine de Guiche
- Roland Bertin - Ragueneau
- Philippe Morier-Genoud - Le Bret
- Pierre Maguelon - Carbon de Castle-Jaloux
- Josiane Stoléru - "förklädet"
- Anatole Delalande - barnet
- Alain Rimoux - fadern
- Philippe Volter - Vicomte de Valvert
- Jean-Marie Winling - Lignière
- Louis Navarre - tråkmånsen
- Gabriel Monnet - Montfleury
- François Marié - Bellerose